# Centre-Nord
Centre-Nord is een van de tien bestuurlijke regio's van Burkina Faso en ligt in het centraal-noorden van dat land. In januari 2006 woonden ruim één miljoen inwoners in de regio van bijna 20.000 km². De hoofdplaats is Kaya.
Centre-Nord heeft geen grenzen met buurlanden. In het noorden grenst het met de regio Sahel, in het oosten met Est, in het zuidoosten met Centre-Est, in het zuiden met Plateau-Central en in het westen met Nord.
Centre-Nord werd op 7 juni 1974 afgesplits van de regio Centre die ten zuiden ligt. Volgens de census van december 1975 woonden er toen 632.285 mensen op een oppervlakte van 21.578 vierkante kilometer
.

## Provincies
Centre-Nord bestaat uit drie provincies:
- Bam
- Namentenga
- Sanmatenga

Deze zijn op hun beurt verder onderverdeeld in 26 departementen.
Boucle du Mouhoun · Cascades · Centre · Centre-Est · Centre-Nord · Centre-Ouest · Centre-Sud · Est · Hauts-Bassins · Nord · Plateau-Central · Sahel · Sud-Ouest